# Gerhard Mauritz von Schlaun
Gerhard Mauritz Schlaun (ab 1788 Schlaun von Linden, ab 1790 Freiherr von Schlaun; * 1742 in Münster; † 21. September 1825 in Besanez) war ein deutscher Offizier. Er diente zuletzt in der kaiserlichen Armee im Rang eines Feldmarschallleutnants.

## Leben
Er war Sohn des Barockbaumeisters und Generalmajors Johann Conrad Schlaun. Seine Mutter war Anna Catherina (geb. Rehrmann). Über die schulische Ausbildung von Gerhard Mauritz ist nichts bekannt.
Er trat 1758 zur Zeit des Siebenjährigen Krieges als Volontär in die Reichsarmee ein. Er war bei der Belagerung und Eroberung der Festung Sonnenschein in Sachsen dabei. Kurze Zeit später wurde er erstmals verwundet. Im Jahr 1759 erlebte er auf Seiten der Reichstruppen deren Überrumpelung durch ein hannoversches Jägerkorps. Er verbrachte kurze Zeit in Gefangenschaft. Nach seiner Freilassung wechselte er als Fähnrich in das österreichische Regiment Hoch- und Deutschmeister. Inhaber war zu dieser Zeit sein Landesherr Clemens August von Bayern.
Im Jahr 1759 hatte er einen Sonderauftrag zu erledigen. Er war der kleinen französischen Besatzung von Münster als Ortskundiger zugeteilt. Er erlebte Blockade und schließlich das Bombardement der Stadt im September mit. Er hat wahrscheinlich an den Kämpfen selbst teilgenommen. Anschließend stieß er wieder zu seinem Regiment, das in Böhmen stand. In der Folge nahm er an einer Reihe von Gefechten und Schlachten teil. Ihm wurden dabei „Herzhaftigkeit“ und „Geistesgegenwart“ bescheinigt. Später im Jahr 1761 vergingen Monate ereignislosen Manövrierens. Im Jahr 1762 folgen wieder einige Gefechte, ehe er nach der Belagerung von Schweidnitz gefangen genommen wurde. Damit endete für ihn auch der Krieg.
Zumindest zeitweise kehrte er nach Münster zurück. Später diente er an der Grenze des Habsburger Machtbereichs zum Osmanischen Reich. Als sein Vater 1766 eine Vorerbteilung vornahm, wurde er in den Dokumenten als Major bezeichnet. Im Testament des Vaters von 1771 wurde er als Obristleutnant tituliert. Nach dem Tod Schlauns 1773 erbte er unter anderem das Elternhaus in Münster, ehe er dieses kurze Zeit später verkaufte. Damals war er Obristleutnant beim kaiserlichen 2. wallachischen Infanterieregiment. Auch in den Folgejahren diente er an der Militärgrenze oder im Grenzraum zwischen Böhmen und Schlesien.
Im Jahr 1787 war er als Generalmajor am Krieg gegen das Osmanische Reich beteiligt. Er zeichnete sich 1788 besonders bei der Belagerung der Festung Dubica aus. Bei der Erstürmung wurde er schwer verwundet und war dem Tod nahe. Nach seiner Wiederherstellung nahm er an weiteren militärischen Aktionen teil. Unter dem Vorsitz von Joseph II. verlieh ihm das Kapitel des Ordens 1788 den Maria-Theresien-Orden. Damit verbunden war die Erhebung in den Adelsstand.
Im Jahr 1790 stand er im Rang eines Generalfeldwachtmeisters und war Brigadier. Er wurde zu dieser Zeit in den Freiherrenstand erhoben. Stationiert war er an der kroatischen Grenze. Im Jahr 1794 wurde er zum Feldmarschallleutnant befördert. Er heiratete 1794 Josepha Christiana Gräfin Keglevich. Aus der Ehe ging eine Tochter hervor. Im Jahr 1797 wurde er nach Siebenbürgen versetzt. Dort diente er bis zur Pensionierung 1808 in der Armee. Mit der Entlassung verbunden war der Charakter eines Feldzeugmeisters.